# Ламарр, Ким
Ким Ламарр (фр. Kim Lamarre; 20 мая 1988, Квебек) — канадская фристайлистка, бронзовый призёр Олимпийских игр 2014 года.
Её бабушка, Жинетт Сеген, принимала участие в соревнованиях по горнолыжному спорту на Олимпийских играх в Кортина д'Ампеццо в 1956 году.

## Биография
Закончила Коллеж общего и профессионального образования.
С 2009 года принимает участие в зимних Всемирных экстремальных играх.
На Олимпийских играх в Сочи выступала в слоупстайле и заняла третье призовое место.

## Достижения
- Зимние Олимпийские игры: бронза (2014).
- Зимние Всемирные экстремальные игры: бронза (2014)[1].
- Зимние Европейские экстремальные игры: бронза (2011)[3].